# アル・サルトSC
アル・サルト・スポーツクラブ（アラビア語: نادي السلط الرياضي、Al Salt SC）は、ヨルダン・サルトを本拠地とするスポーツクラブ。1965年に設立された。
サッカーの他にハンドボール部門などがあるが、本項では主としてサッカー部門について記述する。

## 概要
2017-18シーズンにヨルダンファーストヴィジョンリーグを制覇し、2018-19シーズンに初めてヨルダンプロリーグへ昇格した。それ以後は降格していない。
AFCカップには2021に出場している。

## 歴代所属選手
- アブダッラー・ディーブ 2019-
- マフムード・ザアタラ 2020 - 2021